# Wang Gongquan
Wang Gongquan, né le 21 octobre 1961,  est un homme d'affaires et militant politique chinois.

## Biographie
Ancien responsable de la propagande du Parti Communiste Chinois dans la province de Jilin. Après les réformes économiques de Deng Xiaoping des années 1980, il rejoint en 1988, le secteur privé et s'installe alors dans la province de Haïnan.
Wang Gongquan est un défenseur du mouvement des nouveaux citoyens qui intervient dans la défense des droits des citoyens chinois. Il a été arrêté,.